# Trinidad Iglesias
Trinidad Iglesias (Madrid, 1960) è un'attrice spagnola, nota per aver interpretato il ruolo di Consuelo Bermúdez Uriarte nella soap Il segreto (El secreto de Puente Viejo).

## Biografia
Trinidad Iglesias è nata nel 1960 a Madrid (Spagna), e oltre alla recitazione si occupa anche di teatro.

## Carriera
Trinidad Iglesias si è formata presso la scuola d'arte drammatica di Madrid. Nel 1985 si è laureata in giornalismo nella facoltà scienze dell'informazione. Nel corso della sua carriera ha riscosso successo nelle serie Cuéntame cómo pasó, El comisario e nelle soap Amare per sempre (Amar en tiempos revueltos) e Il segreto (El secreto de Puente Viejo), mentre i film in cui ha riscosso successo sono stati El ángel de la guarda, El dúo de la africana, Mortadelo y Filemón. Misión: Salvar la Tierra, Muertos de amor, Zip e Zap - L'isola del capitano (Zipi y Zape y la Isla del Capitán) e in Madres paralelas. Nel corso della sua carriera ha partecipato anche a vari programmi televisivi come El salero, Juego de niños, Esto es lo que hay, Un millán de cosas, El primer café e El sábado.

## Filmografia

### Cinema
- El ángel de la guarda, regia di Santiago Matallana (1996)
- Pídele cuentas al rey, regia di José Antonio Quirós (1999)
- Carne de gallina, regia di Javier Maqua (2001)
- Torapia, regia di Karra Elejalde (2004)
- El dúo de la africana, regia di Juanjo Granada e Jesús López Cobos (2004)
- Princesas, regia di Fernando León de Aranoa (2005)
- ¿Y tú quién eres?, regia di Antonio Mercero (2007)
- Mortadelo y Filemón. Misión: Salvar la Tierra, regia di Miguel Bardem (2008)
- Rose et noir, regia di Gérard Jugnot (2009)
- La rubia de Pinos Puente, regia di Vicente Villanueva (2009)
- Muertos de amor, regia di Mikel Aguirresarobe (2013)
- Nacida para ganar, regia di Vicente Villanueva (2016)
- Zip e Zap - L'isola del capitano (Zipi y Zape y la Isla del Capitán), regia di Óskar Santos (2016)
- Si yo fuera rico, regia di Álvaro Fernández Armero (2019)
- Madres paralelas, regia di Pedro Almodóvar (2021)

### Televisione
- Kety no para – serie TV, 1 episodio (1997)
- Somnia ou le voyage en hypnopompia, regia di Hélène Guétary – film TV (1997)
- Cuéntame cómo pasó – serie TV, 8 episodi (2002-2005)
- El comisario – serie TV, 4 episodi (2002-2006)
- El pantano – serie TV, 2 episodi (2003)
- Hospital Central – serie TV, 2 episodi (2003, 2008)
- Ana y los 7 – serie TV, 1 episodio (2004)
- El sábado – serie TV, 3 episodi (2005)
- Cuestión de sexo – serie TV, 1 episodio (2007)
- Soy El Solitario – serie TV, 2 episodi (2008)
- Amare per sempre (Amar en tiempos revueltos) – soap opera, 2 episodi (2008)
- Lalola – serie TV, 2 episodi (2009)
- Fibrilando – serie TV (2009)
- De repente, los Gómez – serie TV, 1 episodio (2010)
- Águila Roja – serie TV, 1 episodio (2010)
- Acusados – serie TV, 1 episodio (2010)
- Supercharly – serie TV, 1 episodio (2010)
- Museo Coconut  – serie TV (2011)
- Il segreto (El secreto de Puente Viejo) – soap opera (2011, 2017-2019)
- Víctor Ros – serie TV, 2 episodi (2014)
- El Caso: Crónica de sucesos – serie TV, 1 episodio (2016)
- La sonata del silencio – serie TV, 2 episodi (2016)
- La cattedrale del mare (La catedral del mar) – serie TV, 3 episodi (2018)
- Alma – serie TV (2020)

### Cortometraggi
- Ochenta y siete cartas de amor, regia di Helena Taberna (1992)
- La rubia de Pinos Puente, regia di Vicente Villanueva (2009)

## Teatro
- Déjame pasar, spettacolo musicale di Trinidad Iglesias (1987-1990)
- La diva responde, spettacolo musicale di Trinidad Iglesias e Carlos Marco (1989-1993)
- Ora pro nobis di Santiago Matallana, diretto da Luis Coto (1991)
- L'otage di Brendan Behan, diretto da Matthias Langhoff, presso il teatro Vidy di Losanna (1991)
- Quisaitout et grobeta di Coline Serreau, diretto da Benoo Besson, presso il teatro nazionale di Bretagna (1993-1995)
- Hipólito di Euripide, diretto da Emilio Hernández, presso il festival de Mérida (1995)
- Incorrectas, scritto e diretto da Emilio Hernández (1996)
- Le roi cerf di C. Gozzi, diretto da Benoo Besson, presso il teatro nazionale di Orléans e il teatro nazionale di Chaillon (1997-1999)
- Comida di Martín Van Veldhuizer, diretto da Natalia Menéndez (2000)
- El dúo de la africana, diretto da Juanjo Granda, presso il teatro de la Zarzuela (2001)
- La fama del tartanero di J. Guerrero, diretto da Fco Matilla, presso il teatro Campoamor di Oviedo (2001)
- Las alegres comadres de Windsor di William Shakespeare, diretto da Gustavo Tambascio, presso il festival di Almagro (2001)
- L'ispettore generale di Nikolaj Gogol', diretto da Matthías Langhoff, presso il teatro Nazionale di Genova, il teatro di Roma, il piccolo Teatro di Milano, il festival Chejov di Moscufo (2001-2003)
- El burgués gentilhombre di Molière, diretto da Gustavo Tambascio, presso festival di Almagro (2002)
- Zorba, il musical, diretto da Gustavo Tambascio (2002)
- Carmen, mini-opera sangrienta, diretto da Gustavo Tambascio (2003)
- Los tres Mosquetteros di Alejandro Dumas, diretto da Gustavo Tambascio, presso il festival di Almagro (2003)
- El barquillero, la revoltosa, mis dos mujeres, diretto da Francisco Matilla, presso il centro culturale della villa di Madrid (2004)
- Doña Francisquita, diretto da Emilio Sagi, presso il teatro de la Zarzuela (2004)
- Flor de otoño di Rodríguez Méndez, diretto da Ignacio García, con la compagnia CDN (2005)
- La boda y el baile di Luis Alonso, diretto da Santiago Sánchez, presso il teatro de la Zarzuela (2006)
- Doña Roisita la Celibataire di F. García Lorca, diretto da Matthias Langhoff, presso il teatro nazionale di Nanterre, in Francia (2006)
- Don Juan Tenorio di José Zorrilla, diretto da Santiago Sánchez (2007-2008)
- Las Cuñadas di Michiel Temblay, diretto da Natalia Menéndez, presso il teatro spagnolo (2008)
- Katiuska di Pablo Sorozábal, diretto da Emilio Sagi, presso il teatro Arriaga (2008)
- Tórtolas, Crepúscolo y telón, testo e direzione di Francisco Nieva, presso il teatro Valle-Inclán, CDN (2010)
- Las de Caín di Pablo Sorozábal, diretto da Ángel F. Montesinos, presso il teatro spagnolo (2011)
- Woyceck di Büchner, diretto da Gerardo Vera, presso il teatro María Guerrero (2011)
- El primer secreto de Francisca y Raimundo, basato sulla soap opera Il segreto (El secreto de Puente Viejo), scritto da Aurora Guerra, Miguel Peidro e Josep Cister Rubio, diretto da Juan Carlos Rubio (2014-2015)
- Farinelli, diretto da Gustavo Tambasio, presso il teatro della comunità del canale di Madrid (2016)

## Programmi televisivi
- El salero (1990)
- Juego de niños (1991)
- Esto es lo que hay (1996)
- Un millán de cosas (Telecinco, 1999)
- El primer café (2001)
- El sábado (2005)

## Doppiatrici italiane
Nelle versioni in italiano dei suoi film e delle sue serie TV, Trinidad Iglesias è stata doppiata da:
- Chiara Salerno[11] ne Il segreto[12]